# 远射武器

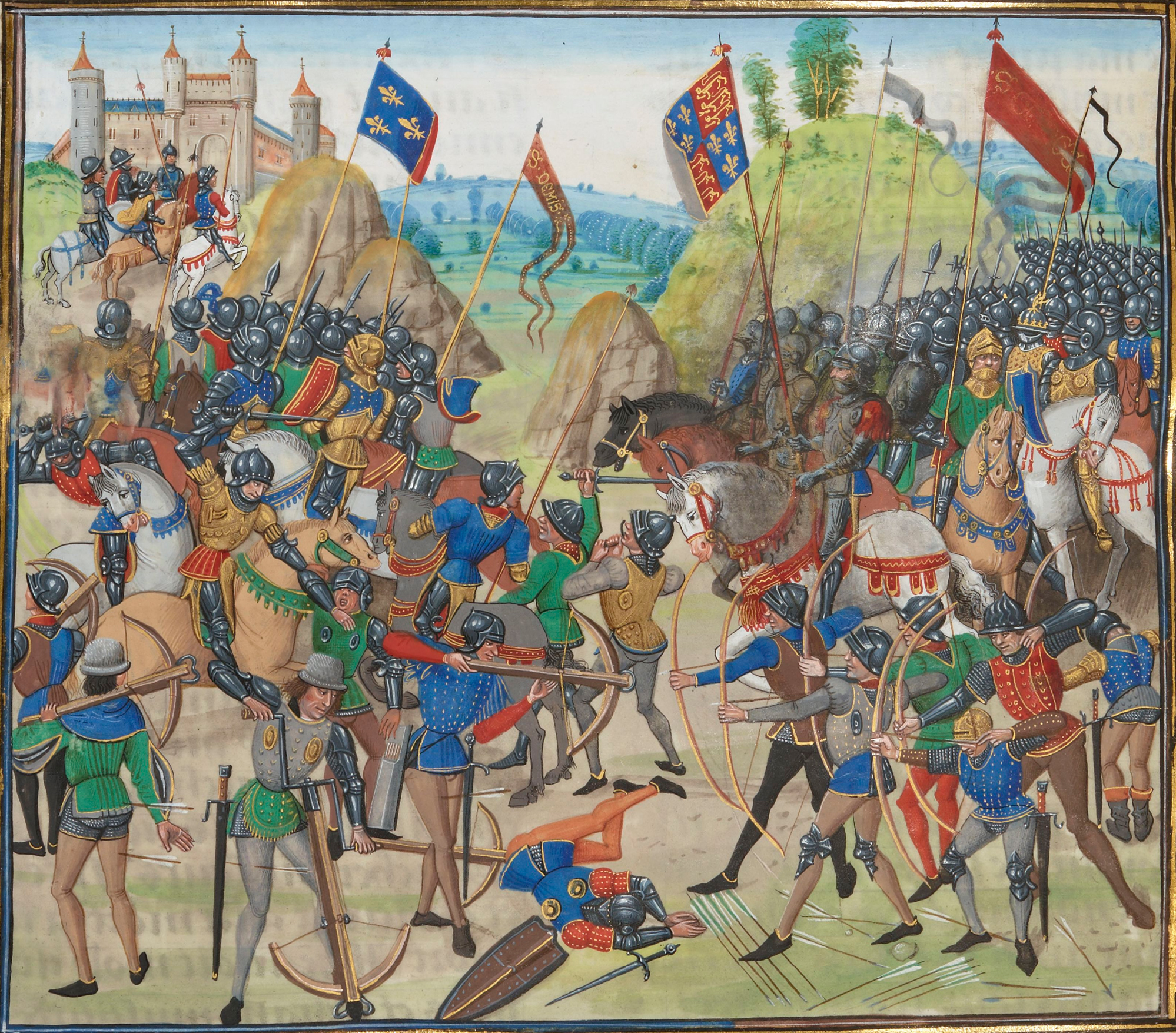
百年戰爭中英國與法國之間的克雷西會戰的時期插圖。英軍以英格蘭長弓大破法軍重騎兵與弩兵。

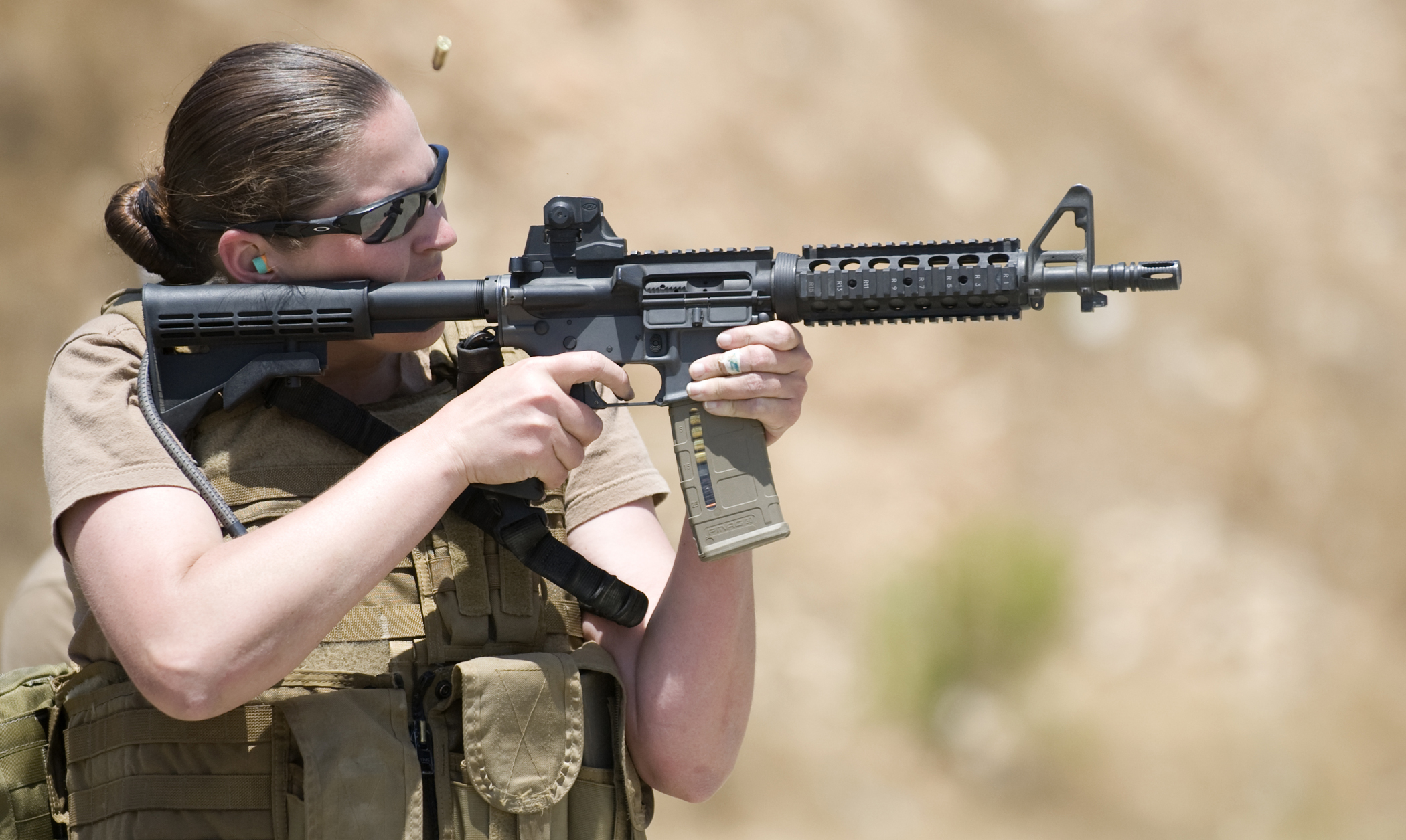
美国海军的女兵用MK 18步枪射击目标

远射武器（英語：ranged weapon）是所有用来打击近身距离（即可以肢体接触到的最大范围）以外目标的武器的统称，使用此类武器的行为称为射击。因为绝大多数远射武器都是依靠发射抛射物来打击目标，因此也俗称抛射兵器（英語：projectile weapon）或投射武器（missile weapon），虽然从技术层面来说喷射流体的器械（比如水炮和火焰喷射器）和不发射任何实质物体的能量武器也属于远射武器的范畴。
与远射武器相对应，用来进行短兵相接搏斗的武器被称为格斗武器（melee weapon）。相比用于近身格斗的武器，远射武器能够攻击超出通常视觉范围之外的目标，让对方很难发现来袭方向并及时做出有针对性的反应，有利于使用者一方进行伏击和突袭。同时，使用远射武器还可以让攻击方和目标之间保持一定距离，从而降低马上遭到（特别是使用格斗兵器的）对方还击并因此承受损失的风险。远射武器和格斗武器之间的界限也并不完全清晰，许多格斗兵器可以用手抛出当成远射兵器来用（比如长矛、飞斧、飞刀等等），许多远射兵器也可以被用来进行近身肉搏（比如步枪可以用枪托和刺刀进行白刃战，手枪的握柄可以当成锤子进行砸击，甚至箭在紧急情况下也可以被用来捅刺）。
人类至少在旧石器晚期就开始使用远射武器进行狩猎活动，从史前的青铜时期开始也开始广泛配合格斗兵器用于战争中，特别是在列阵进行密集射击时能够产生非常有效的战术压制性和杀伤力。在火药被发明和火器发展普及后，枪炮类的远射兵器成为了战场上的主流，甚至近战中也由枪械取代了冷兵器。在杀伤力较大的炸药和核武器出现后，射程较远的大型远射武器在战术、战役和战略层面都被广泛应用。

## 种类
人类历史上曾广泛使用的远射武器主要分为：

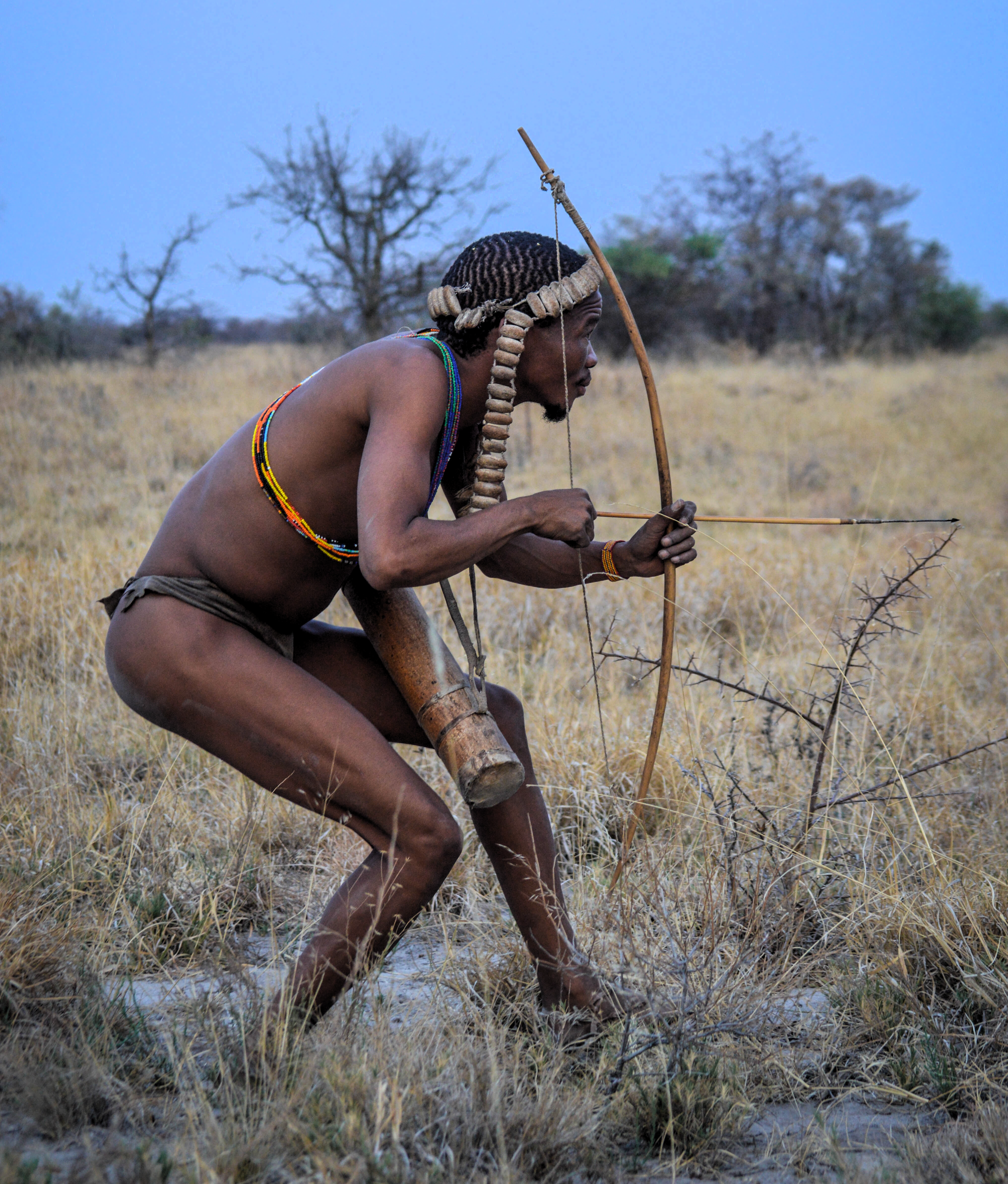
使用弓箭的非洲部落猎手

- 依赖手臂发力做功的抛掷类兵器，比如标枪、机弦、飞镖等；
- 依赖弹性势能的弹射类兵器，比如弹弓、弓、弩等；
- 依赖气压推进的喷射类武器，比如吹箭、气枪、各类火器等；
- 基于前三类原理基础上放大的攻城武器和区域打击武器，比如投石机、弩砲等大型抛射兵器和各类轻重型火炮。

除了以上这些发射固体抛射物的远射武器之外，还有喷射加压液体的远射武器，比如水枪、水炮、猛火油柜（早期火焰喷射器）等。
在20世纪中期火箭技术出现后，可以装有爆炸性或大规模破坏性战斗部（弹头）的反喷推进飞行器开始被用作远射武器并大量使用，以至于到了21世纪初期，各类车载、机载和舰载导弹和火箭弹已经成为绝大部分正面战场的主要武器。在海战中，依靠螺旋桨驱动的鱼雷则成为了实施水下打击的首选。
而从21世纪开始被研究、试验并部分投入使用的新概念远射武器包括：
- 建立在直线电动机电磁推动原理上的电磁加速枪，比如磁轨炮和线圈炮；
- 不依赖抛体而是直接将能量增强并集中释放的定向能量武器，比如电磁武器（激光武器、电磁脉冲弹、微波武器等）、声波武器、等离子武器和粒子束武器等。

## 远射武器列表

### 古代投射武器

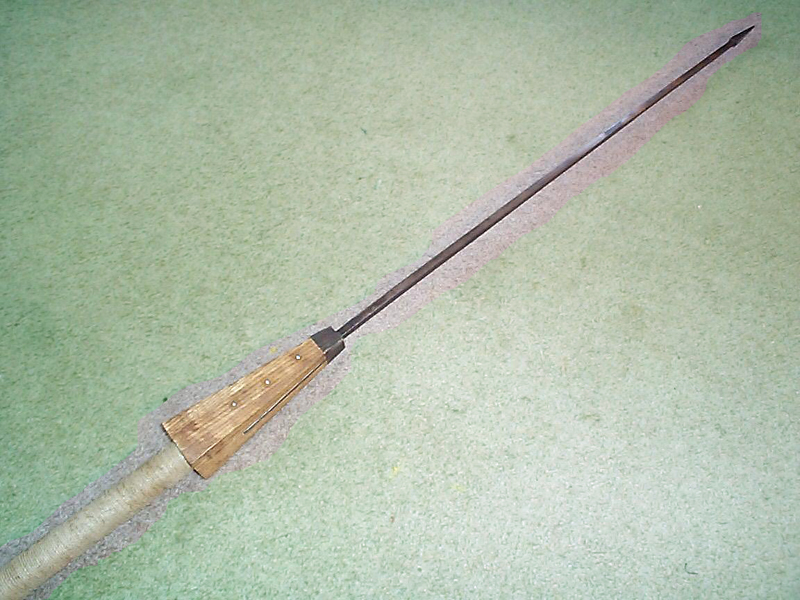
马略改革后的罗马重标枪

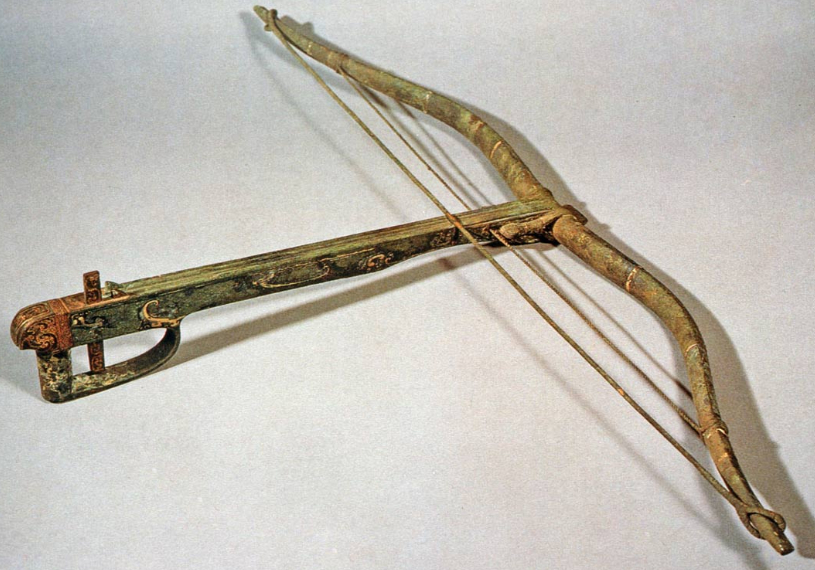
秦始皇兵马俑博物馆展出的秦代弩

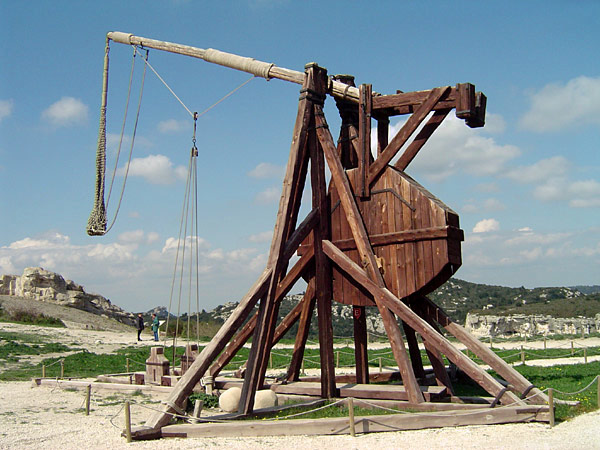
重力抛石机

- 抛掷类
  - 徒手抛掷
    - 苦无
    - 手里剑
    - 回旋镖
    - 环刃
    - 飞镖
    - 标枪

  - 力臂增效
    - 投枪器
    - 机弦
- 弹射类
  - 弹弓
  - 弓
  - 弩
  - 扭力弩
- 喷射类
  - 吹箭
  - 突火枪
  - 火铳
    - 手铳

  - 臼炮
- 大型攻城武器
  - 机械抛射
    - 投石机
    - 重力抛石机

  - 弹性投射
    - 床弩
    - 投射机

  - 气压喷射
    - 大炮

### 现代投射武器

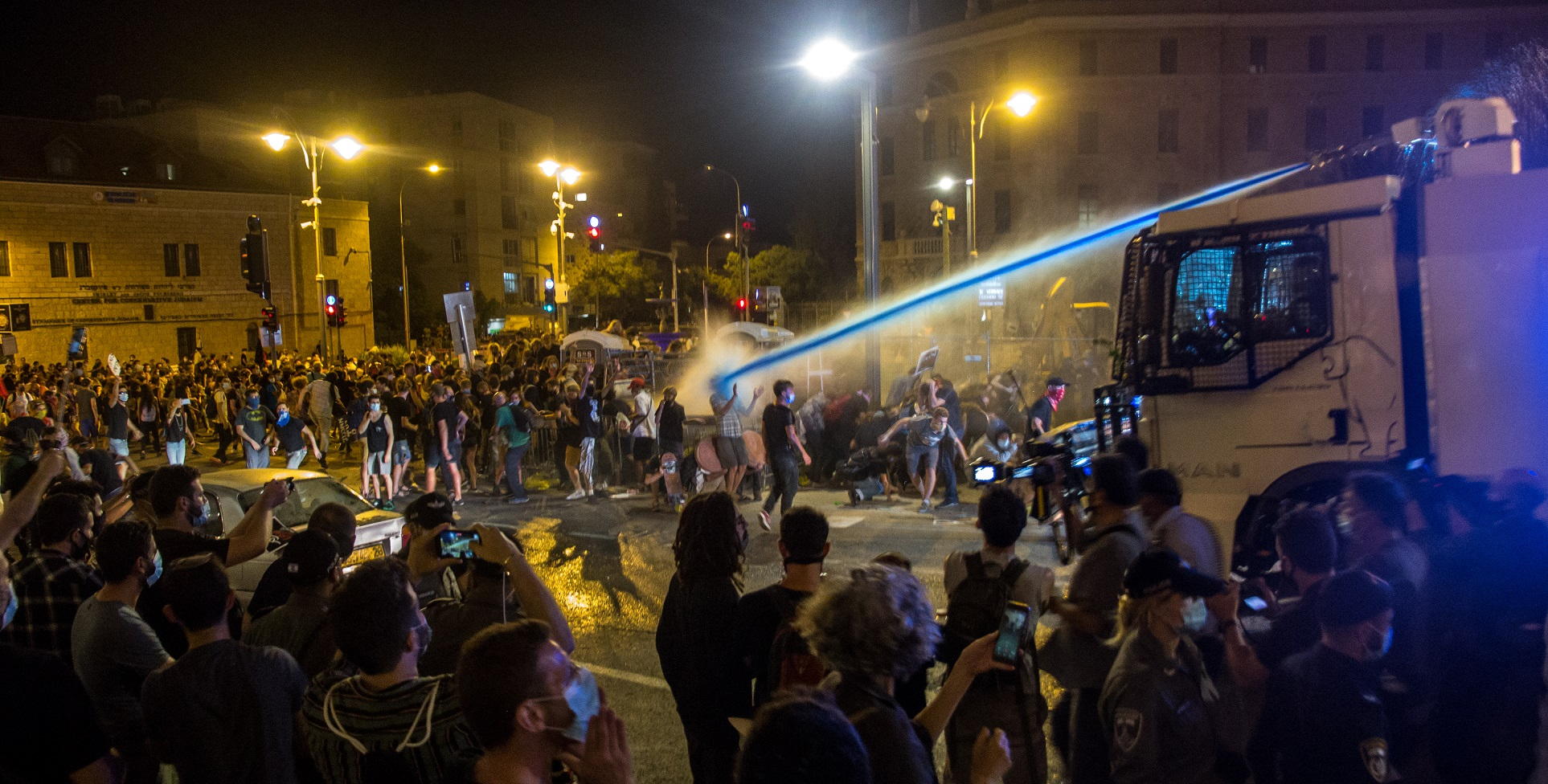
防暴水炮

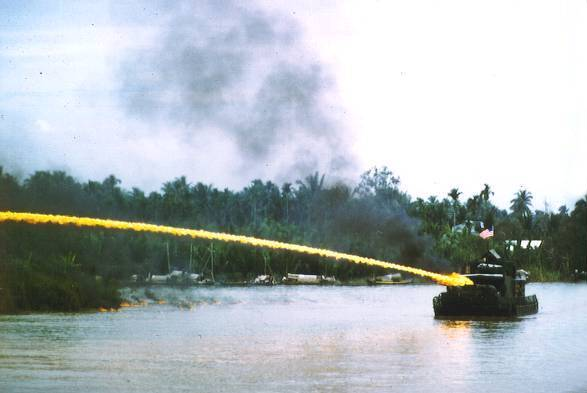
美国海军炮艇在越南战争用火焰喷射器攻击河岸目标

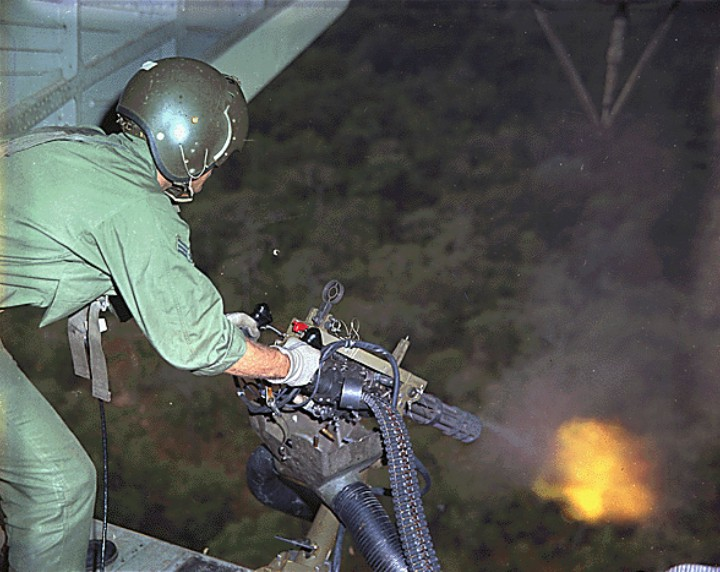
越南战争中在直升机上用M134迷你炮扫射地面的士兵

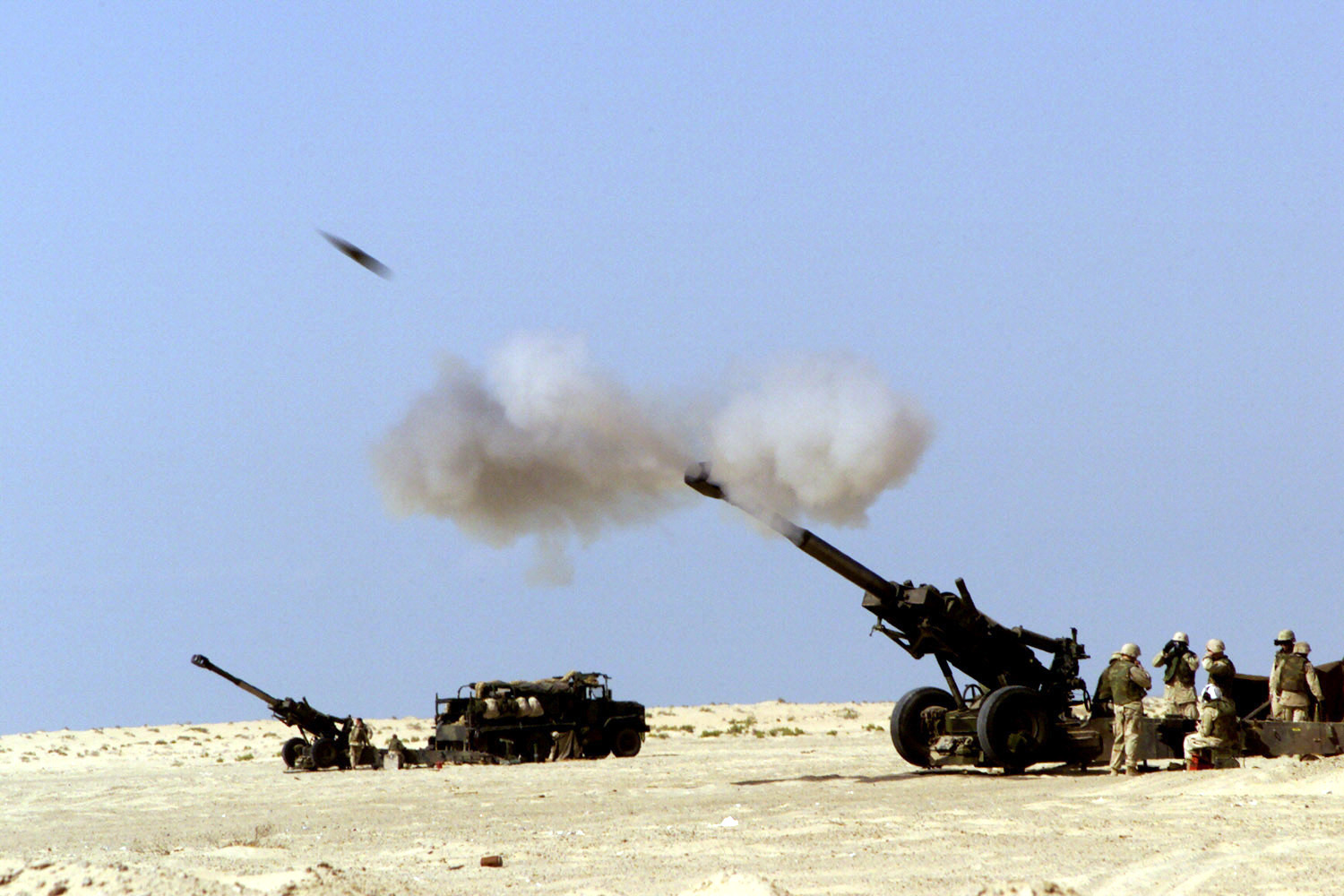
155毫米M198榴弹炮

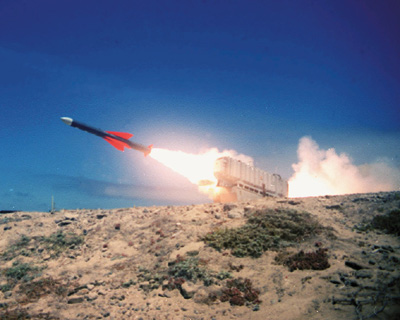
飞鱼反舰导弹

大部分现代投射兵器是喷射类，发射方式广义上分为直射和曲射两种。能够由步兵携带的投射武器称为轻武器，其中可以单兵操作的称为轻兵器。
- 水炮
- 火焰喷射器
- 枪械
  - 气枪
  - 火器
    - 手枪
    - 步枪/卡宾枪
    - 霰弹枪
    - 冲锋枪/个人防卫武器
    - 机枪
- 枪榴弹
- 榴弹发射器
- 无后坐力炮
- 火炮
  - 直射炮
    - 加农炮
    - 坦克炮
    - 反坦克炮
    - 高射炮
    - 岸防炮

  - 曲射炮
    - 自行火炮
    - 榴弹炮
    - 迫击炮
- 火箭
  - 火箭弹发射器
    - 火箭筒
    - 火箭炮

  - 导弹
    - 空对空导弹
    - 空对地导弹
      - 反辐射导弹

    - 地对空导弹
      - 反弹道导弹
      - 反卫星导弹

    - 地对地导弹
      - 弹道导弹
      - 巡航导弹
      - 反坦克导弹

    - 反舰导弹
    - 反舰弹道导弹
    - 反潜导弹

### 新概念武器

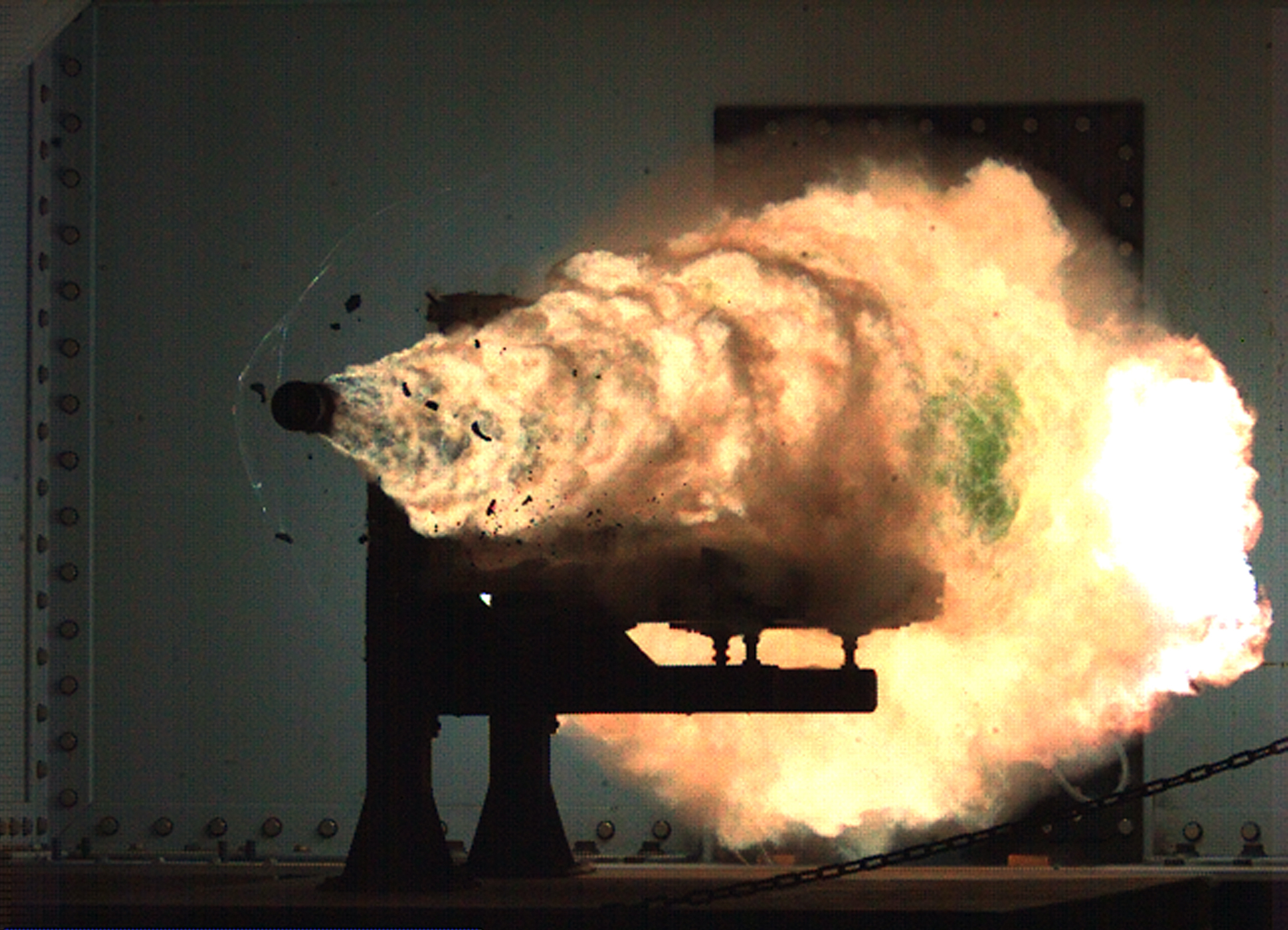
美国海军2008年试验的磁轨炮

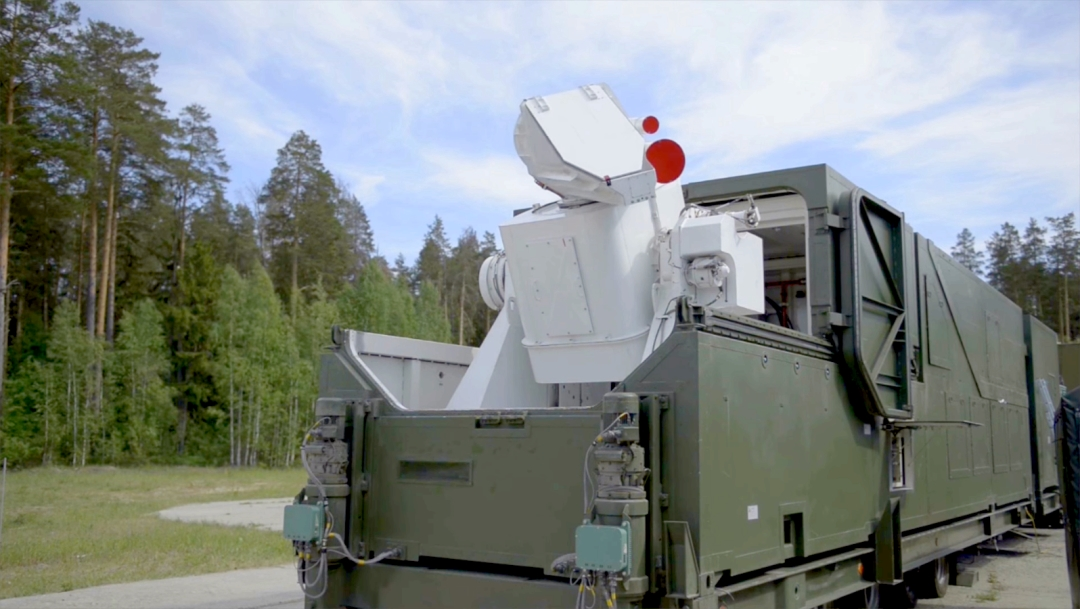
俄罗斯陆军“佩雷斯维特”激光防空系统

#### 磁射武器
- 磁轨炮
- 线圈炮

#### 能量武器
- 电磁武器
  - 激光武器
  - 电磁脉冲
  - 微波武器
- 粒子束武器
- 等离子武器
- 声波武器